# Homer A. Holt
Homer Adams Holt, född 1 mars 1898 i Lewisburg i West Virginia, död 16 januari 1975 i Charleston i West Virginia, var en amerikansk politiker (demokrat). Han var West Virginias guvernör 1937–1941.
Holt efterträdde 1937 Herman Guy Kump som guvernör och efterträddes 1941 av Matthew M. Neely.